# Boris Bratczenko
Boris Fiodorowicz Bratczenko (ros. Бори́с Фёдорович Бра́тченко, ur. 26 września?/9 października 1912 w Armawirze, zm. 2 października 2004 w Moskwie) – radziecki polityk, minister przemysłu węglowego ZSRR (1965–1985), przewodniczący Państwowego Komitetu Planowania Kazachskiej SRR (1961–1965), Bohater Pracy Socjalistycznej (1982).

## Życiorys
W 1935 roku ukończył Moskiewski Instytut Górniczy ze specjalnością „górniczy inżynier ekonomista”, po czym podjął pracę w kopalni w obwodzie permskim. Od 1936 w truście „Szachtantracyt” kombinatu „Rostowugol”, inżynier oddziału technicznego, od 1938 pomocnik głównego inżyniera trustu, od 1940 główny inżynier trustu, a od 1942 szef kopalni trustu, równocześnie rejonowy inżynier wydziału produkcji ludowego komisariatu przemysłu węglowego ZSRR. Od 1940 członek WKP(b). Od 1942 pomocnik kierownika sekretariatu Zarządzania Sprawami Rady Komisarzy Ludowych ZSRR, od 1943 szef kopalni, od 1945 ponownie główny inżynier trustu „Szachtantracyt”, od 1949 główny inżynier kombinatu „Karagandaugol”, od 1953 zastępca ministra przemysłu górniczego ZSRR. Od 1957 przewodniczący Kamieńskiego Sownarchozu, od 1958 I zastępca przewodniczącego Rostowskiego Sownarchozu, od 1958 szef wydziału przemysłu węglowego, torfowego i łupkowego Państwowego Komitetu Planowania ZSRR, o 1959 przewodniczący Karagandzkiego Sownarchozu, od 1961 zastępca przewodniczącego Rady Ministrów Kazachskiej SRR – przewodniczący Państwowego Komitetu Planowania Kazachskiej SRR. Od 2 października 1965 do 13 grudnia 1985 minister przemysłu węglowego ZSRR. Deputowany do Rady Związku Rady Najwyższej ZSRR. 1966–1971 zastępca członka, a 1971–1986 członek KC KPZR.

## Odznaczenia i nagrody
- Złoty Medal „Sierp i Młot” Bohatera Pracy Socjalistycznej (6 października 1982)
- Order Lenina (pięciokrotnie – 1948, 1966, 1971, 1981 i 1982)
- Order Rewolucji Październikowej (1976)
- Order Czerwonego Sztandaru Pracy (1956)
- Medal „Za pracowniczą dzielność”
- Medal „Za pracowniczą wybitność”
- Medal „Za zwycięstwo nad Niemcami w Wielkiej Wojnie Ojczyźnianej 1941-1945"
- Medal „Za odbudowę kopalni Donbasu” (1948)
- Medal „Za obronę Kaukazu”
- Nagroda Państwowa ZSRR (1949)
- Odznaka „Górnicza Sława” I klasy
- Odznaka „Górnicza Sława” II klasy
- Odznaka „Górnicza Sława” III klasy
- Order Przyjaźni (Czechosłowacka Republika Socjalistyczna, 1982)
- Medal za Pracę (Czechosłowacka Republika Socjalistyczna)